# Saison 2025-2026 de l'US Concarneau
Maillots
Chronologie
Saison précédente Saison suivante
La saison 2025-2026 de l'US Concarneau voit le club participer de nouveau au National après s'être maintenu à l'issue de la saison 2024-2025. Le club participe également à la Coupe de France où il débute au 5e tour comme tous les clubs de National.
Stéphane Rossi est maintenu au poste d'entraîneur alors que Jacques Piriou garde la présidence. Le club évolue au Stade Guy-Piriou de Concarneau, dont la rénovation se terminera en cours de saison, augmentant la capacité de 2 539 à 5 000 places et désormais aux normes pour accueillir des matchs de Ligue 2.

## Effectif

### Prolongations de contrats
Thibault Sinquin est le seul joueur à être sous contrat pour la saison 2025-2026. En fin de contrat, Guillaume Jannez prolonge d'une saison à l'USC, pour sa 19e saison sous le maillot des Thoniers.

### Mercato d'été

#### Départs
La fin de la saison 2024-2025 marque la fin des prêts de Rayan Bamba (Stade rennais FC), Arthur Tchaptchet (Stade de Reims), Rayan Touzghar (EA Guingamp) et Amilcar Silva (FC Sochaux-Montbéliard) qui retournent dans leurs clubs respectifs. Le 19 mai, Baptiste Mouazan annonce son départ du club après 2 saisons avec les Thoniers. Le 21 mai, le club annonce le départ d'Antoine Philippon, second gardien. Quelques jours plus tard, le club annonce le départ de Josselin Gromat, arrivé au mercato d'hiver. Le lendemain, le club annonce le départ d'Abdelwahed Wahib après avoir joué 2 saisons au club. Maxime Etuin quitte le club pour le SM Caen. Mansour Sy quitte également l'USC et s'engage en Belgique au Lierse Kempenzonen. Le même jour, le club annonce le départ d'Esteban Salles qui rejoint le Pau FC après avoir joué pendant deux saisons avec les Thoniers. Absent lors de la reprise des joueurs, Frédéric Injaï quitte l'US Concarneau après une saison passée au club. Sous contrat jusqu'en 2026, Joseph Séry est transféré au Futebol Clube de Penafiel, club portugais de seconde division. Début août, Gino Caoki s'engage avec le Nîmes Olympique après avoir disputé seulement 5 matchs sous les couleurs concarnoises.

#### Arrivées
Le 10 juin, le club enregistre sa première arrivée, celle de Mathis Picouleau, joueur évoluant précédemment au Nîmes Olympique. Le lendemain, le club annonce l'arrivée de Mewan Le Bonniec en provenance du Lannion FC. La troisième recrue arrive le 13 juin avec le retour de Vincent Viot à l'USC en provenance de l'US Orléans. Trois jours plus tard, le club annonce l'arrivée d'un second joueur en provenance de l'US Orléans, l'arrière droit Jimmy Halby Touré. Le 18 juin, le club annonce l'arrivée de Valentin Cenatiempo en provenance de l'équipe réserve du SC Bastia. Deux jours plus tard, le club annonce l'arrivée de Loïc Goujon en provenance de l'US Orléans. Le 24 juin, le club annonce l'arrivée de l'arrière gauche Amédé Kabongo, en provenance du FC Rouen. Le 27 juin, le club enregistre l'arrivée d'Omar Daf en provenance du FC Bulle, club suisse. Le 8 juillet, Garland Gbellé, milieu offensif expérimenté, rejoint le club en provenance de Chypre. A la suite du départ de Joseph Séry, le club recrute Yanis El Khemiri en provenance du Pays de Grasse.

## Historique

### L'avant-saison
Relégué en National après une saison en Ligue 2, la seule de son histoire, l'US Concarneau retrouve le Stade Guy-Piriou en ayant pour objectif de se maintenir dans le championnat. Après un excellent début de saison  qui permettra aux Thoniers d'être premier à la 10e journée, l'USC va connaître une suite de championnat beaucoup plus difficile avec seulement 7 points pris en 13 matchs et dégringole au classement jusqu'à atteindre la 14e place,. Finalement, les Thoniers se reprennent et après une série de 8 matchs sans défaite, les finistériens terminent à la huitième place en officialisant leur maintien à trois journées de la fin. 

### Préparation
Les Thoniers reprennent l'entraînement et commencent leur préparation, le 1er juillet au Stade de Kériolet.
Durant cette préparation, les Thoniers joueront 5 matchs amicaux. Ils affronteront tout d'abord le 11 juillet le Stade brestois, club de Ligue 1 au Stade Guy-Piriou. Une semaine plus tard, les Thoniers se déplaceront à Perros-Guirec pour affronter le Stade lavallois (Ligue 2). Puis ils s'entraîneront à Ploufragan dans les Côtes d'Armor tout en affrontant le SM Caen (National) et l'EA Guingamp (Ligue 2). Les Thoniers termineront leur préparation par un match face à la réserve de l'EA Guingamp (National 3) à Concarneau.
Après dix jours de préparation, les Thoniers disputent leur premier match amical face au Stade brestois, équipe de Ligue 1. Dans un Stade Guy-Piriou à guichets fermés, les Thoniers ouvrent le score par Stanislas Kielt juste avant la mi-temps. La seconde période verra les brestois, face une équipe concarnoise totalement recomposée, inscrire deux buts et s'imposer finalement deux buts à un. Une semaine plus tard, les Thoniers se déplacent à Perros-Guirec pour y affronter le Stade lavallois. L'équipe type alignée en première période dominent les lavallois et Youssouf Soukouna et Loïc Goujon permettent de mener deux buts à zéro. En seconde période, le renouvellement de l'équipe va permettre aux lavallois d'inverser la tendance et de s'imposer trois buts à deux sur un but à la dernière seconde.
Les Thoniers se déplacent dans les Côtes-d'Armor pour y effectuer un stage et disputer deux matchs. Face à l'EA Guingamp, les Thoniers tiennent tête aux pensionnaires de Ligue 2 grâce à des buts d'Amadou Samoura et de Youssouf Soukouna. Dans la même semaine, l'USC s'impose face au SM Caen, adversaire des Thoniers en National grâce à un but d'Omar Daf. Le dernier match de préparation prévu face à la réserve de l'EA Guingamp est remplacé par une rencontre face à Milizac, club de National 3. Face à Milizac, les Thoniers s'imposent trois buts à zéro grâce à des réalisations de Mathis Picouleau, Loïc Goujon et Baptiste Etcheverria dans un match maitrisé où Garland Gbellé a vu son penalty repoussé par le gardien milizacois.

### Championnat

#### Détail des rencontres

##### Août
| 1re journée                | FC Villefranche Beaujolais           | 0 – 0   | US Concarneau         | | |
| Vendredi 8 août 2025 19:30 |                                      | (0 - 0) |                       | Stade Armand-Chouffet, Villefranche-sur-Saône Spectateurs : 1 846 Diffuseur : Youtube et BFM Lyon Arbitrage : Jean-Guillaume Dasque | Stade Armand-Chouffet, Villefranche-sur-Saône Spectateurs : 1 846 Diffuseur : Youtube et BFM Lyon Arbitrage : Jean-Guillaume Dasque |
| Vendredi 8 août 2025 19:30 | Camelo 9e · Thoumin 22e · Marcel 59e | Rapport | 28e Seba · 41e Gbellé | Stade Armand-Chouffet, Villefranche-sur-Saône Spectateurs : 1 846 Diffuseur : Youtube et BFM Lyon Arbitrage : Jean-Guillaume Dasque | Stade Armand-Chouffet, Villefranche-sur-Saône Spectateurs : 1 846 Diffuseur : Youtube et BFM Lyon Arbitrage : Jean-Guillaume Dasque |

| 2e journée            | US Concarneau | – | exempt |  |
| Vendredi 15 août 2025 |               |   |        |  |

| 3e journée                  | Bourg-en-Bresse 01 | – | US Concarneau |                                                            |                                                            |
| Vendredi 22 août 2025 19:30 |                    |   |               | Stade Marcel-Verchère, Bourg-en-Bresse Diffuseur : Youtube | Stade Marcel-Verchère, Bourg-en-Bresse Diffuseur : Youtube |
| Vendredi 22 août 2025 19:30 | Rapport            |   |               | Stade Marcel-Verchère, Bourg-en-Bresse Diffuseur : Youtube | Stade Marcel-Verchère, Bourg-en-Bresse Diffuseur : Youtube |

| 4e journée                  | SC Aubagne Air-Bel | – | US Concarneau |                                                                       |                                                                       |
| Vendredi 29 août 2025 19:30 |                    |   |               | Stade de Lattre-de-Tassigny, Aubagne Diffuseur : Youtube, BFM Locales | Stade de Lattre-de-Tassigny, Aubagne Diffuseur : Youtube, BFM Locales |
| Vendredi 29 août 2025 19:30 | Rapport            |   |               | Stade de Lattre-de-Tassigny, Aubagne Diffuseur : Youtube, BFM Locales | Stade de Lattre-de-Tassigny, Aubagne Diffuseur : Youtube, BFM Locales |

##### Septembre
| 5e journée                      | US Concarneau | – | US Quevilly-Rouen |                                                  |                                                  |
| Vendredi 5 septembre 2025 18:30 |               |   |                   | Stade Guy-Piriou, Concarneau Diffuseur : Youtube | Stade Guy-Piriou, Concarneau Diffuseur : Youtube |
| Vendredi 5 septembre 2025 18:30 | Rapport       |   |                   | Stade Guy-Piriou, Concarneau Diffuseur : Youtube | Stade Guy-Piriou, Concarneau Diffuseur : Youtube |

| 6e journée                       | FC Versailles | – | US Concarneau |                                                                  |                                                                  |
| Vendredi 12 septembre 2025 19:30 |               |   |               | Stade Georges-Lefèvre, Saint-Germain-en-Laye Diffuseur : Youtube | Stade Georges-Lefèvre, Saint-Germain-en-Laye Diffuseur : Youtube |
| Vendredi 12 septembre 2025 19:30 | Rapport       |   |               | Stade Georges-Lefèvre, Saint-Germain-en-Laye Diffuseur : Youtube | Stade Georges-Lefèvre, Saint-Germain-en-Laye Diffuseur : Youtube |

| 7e journée                       | US Concarneau | – | FC Fleury 91 |                                                  |                                                  |
| Vendredi 19 septembre 2025 19:30 |               |   |              | Stade Guy-Piriou, Concarneau Diffuseur : Youtube | Stade Guy-Piriou, Concarneau Diffuseur : Youtube |
| Vendredi 19 septembre 2025 19:30 | Rapport       |   |              | Stade Guy-Piriou, Concarneau Diffuseur : Youtube | Stade Guy-Piriou, Concarneau Diffuseur : Youtube |

| 8e journée                       | Dijon FCO | – | US Concarneau |                                                |                                                |
| Vendredi 26 septembre 2025 19:30 |           |   |               | Stade Gaston-Gérard, Dijon Diffuseur : Youtube | Stade Gaston-Gérard, Dijon Diffuseur : Youtube |
| Vendredi 26 septembre 2025 19:30 | Rapport   |   |               | Stade Gaston-Gérard, Dijon Diffuseur : Youtube | Stade Gaston-Gérard, Dijon Diffuseur : Youtube |

##### Octobre
| 9e journée                    | US Concarneau | – | FC Sochaux-Montbéliard |                                                  |                                                  |
| Vendredi 3 octobre 2025 19:30 |               |   |                        | Stade Guy-Piriou, Concarneau Diffuseur : Youtube | Stade Guy-Piriou, Concarneau Diffuseur : Youtube |
| Vendredi 3 octobre 2025 19:30 | Rapport       |   |                        | Stade Guy-Piriou, Concarneau Diffuseur : Youtube | Stade Guy-Piriou, Concarneau Diffuseur : Youtube |

| 10e journée                    | Valenciennes FC | – | US Concarneau |                                                    |                                                    |
| Vendredi 17 octobre 2025 19:30 |                 |   |               | Stade du Hainaut, Valenciennes Diffuseur : Youtube | Stade du Hainaut, Valenciennes Diffuseur : Youtube |
| Vendredi 17 octobre 2025 19:30 | Rapport         |   |               | Stade du Hainaut, Valenciennes Diffuseur : Youtube | Stade du Hainaut, Valenciennes Diffuseur : Youtube |

| 11e journée                 | US Concarneau | – | LB Châteauroux |                                                  |                                                  |
| Mardi 21 octobre 2025 19:30 |               |   |                | Stade Guy-Piriou, Concarneau Diffuseur : Youtube | Stade Guy-Piriou, Concarneau Diffuseur : Youtube |
| Mardi 21 octobre 2025 19:30 | Rapport       |   |                | Stade Guy-Piriou, Concarneau Diffuseur : Youtube | Stade Guy-Piriou, Concarneau Diffuseur : Youtube |

| 12e journée                    | Le Puy Foot | – | US Concarneau |                                                           |                                                           |
| Vendredi 31 octobre 2025 19:30 |             |   |               | Stade Charles-Massot, Le Puy-en-Velay Diffuseur : Youtube | Stade Charles-Massot, Le Puy-en-Velay Diffuseur : Youtube |
| Vendredi 31 octobre 2025 19:30 | Rapport     |   |               | Stade Charles-Massot, Le Puy-en-Velay Diffuseur : Youtube | Stade Charles-Massot, Le Puy-en-Velay Diffuseur : Youtube |

##### Novembre
| 13e journée                    | US Concarneau | – | US Orléans |                                                  |                                                  |
| Vendredi 7 novembre 2025 19:30 |               |   |            | Stade Guy-Piriou, Concarneau Diffuseur : Youtube | Stade Guy-Piriou, Concarneau Diffuseur : Youtube |
| Vendredi 7 novembre 2025 19:30 | Rapport       |   |            | Stade Guy-Piriou, Concarneau Diffuseur : Youtube | Stade Guy-Piriou, Concarneau Diffuseur : Youtube |

| 14e journée                     | FC Rouen | – | US Concarneau |                                                             |                                                             |
| Vendredi 21 novembre 2025 19:30 |          |   |               | Stade Robert-Diochon, Le Petit-Quevilly Diffuseur : Youtube | Stade Robert-Diochon, Le Petit-Quevilly Diffuseur : Youtube |
| Vendredi 21 novembre 2025 19:30 | Rapport  |   |               | Stade Robert-Diochon, Le Petit-Quevilly Diffuseur : Youtube | Stade Robert-Diochon, Le Petit-Quevilly Diffuseur : Youtube |

##### Décembre
| 15e journée                    | US Concarneau | – | Stade briochin |                                                  |                                                  |
| Vendredi 5 décembre 2025 19:30 |               |   |                | Stade Guy-Piriou, Concarneau Diffuseur : Youtube | Stade Guy-Piriou, Concarneau Diffuseur : Youtube |
| Vendredi 5 décembre 2025 19:30 | Rapport       |   |                | Stade Guy-Piriou, Concarneau Diffuseur : Youtube | Stade Guy-Piriou, Concarneau Diffuseur : Youtube |

| 16e journée                     | Paris 13 Atletico | – | US Concarneau |                                           |                                           |
| Vendredi 12 décembre 2025 19:30 |                   |   |               | Stade Charléty, Paris Diffuseur : Youtube | Stade Charléty, Paris Diffuseur : Youtube |
| Vendredi 12 décembre 2025 19:30 | Rapport           |   |               | Stade Charléty, Paris Diffuseur : Youtube | Stade Charléty, Paris Diffuseur : Youtube |

##### Janvier
| 17e journée                    | US Concarneau | – | SM Caen |                                                  |                                                  |
| Vendredi 16 janvier 2026 19:30 |               |   |         | Stade Guy-Piriou, Concarneau Diffuseur : Youtube | Stade Guy-Piriou, Concarneau Diffuseur : Youtube |
| Vendredi 16 janvier 2026 19:30 | Rapport       |   |         | Stade Guy-Piriou, Concarneau Diffuseur : Youtube | Stade Guy-Piriou, Concarneau Diffuseur : Youtube |

| 18e journée              | exempt | – | US Concarneau |  |
| Vendredi 23 janvier 2026 |        |   |               |  |

| 19e journée                    | US Concarneau | – | Bourg-en-Bresse 01 |                                                  |                                                  |
| Vendredi 30 janvier 2026 19:30 |               |   |                    | Stade Guy-Piriou, Concarneau Diffuseur : Youtube | Stade Guy-Piriou, Concarneau Diffuseur : Youtube |
| Vendredi 30 janvier 2026 19:30 | Rapport       |   |                    | Stade Guy-Piriou, Concarneau Diffuseur : Youtube | Stade Guy-Piriou, Concarneau Diffuseur : Youtube |

##### Février
| 20e journée                   | US Concarneau | – | SC Aubagne Air-Bel |                                                  |                                                  |
| Vendredi 6 février 2026 19:30 |               |   |                    | Stade Guy-Piriou, Concarneau Diffuseur : Youtube | Stade Guy-Piriou, Concarneau Diffuseur : Youtube |
| Vendredi 6 février 2026 19:30 | Rapport       |   |                    | Stade Guy-Piriou, Concarneau Diffuseur : Youtube | Stade Guy-Piriou, Concarneau Diffuseur : Youtube |

| 21e journée                    | US Quevilly-Rouen | – | US Concarneau |                                                             |                                                             |
| Vendredi 13 février 2026 19:30 |                   |   |               | Stade Robert-Diochon, Le Petit-Quevilly Diffuseur : Youtube | Stade Robert-Diochon, Le Petit-Quevilly Diffuseur : Youtube |
| Vendredi 13 février 2026 19:30 | Rapport           |   |               | Stade Robert-Diochon, Le Petit-Quevilly Diffuseur : Youtube | Stade Robert-Diochon, Le Petit-Quevilly Diffuseur : Youtube |

| 22e journée                    | US Concarneau | – | FC Versailles |                                                  |                                                  |
| Vendredi 20 février 2026 19:30 |               |   |               | Stade Guy-Piriou, Concarneau Diffuseur : Youtube | Stade Guy-Piriou, Concarneau Diffuseur : Youtube |
| Vendredi 20 février 2026 19:30 | Rapport       |   |               | Stade Guy-Piriou, Concarneau Diffuseur : Youtube | Stade Guy-Piriou, Concarneau Diffuseur : Youtube |

| 23e journée                    | FC Fleury 91 | – | US Concarneau |                                                   |                                                   |
| Vendredi 27 février 2026 19:30 |              |   |               | Stade Robert-Bobin, Bondoufle Diffuseur : Youtube | Stade Robert-Bobin, Bondoufle Diffuseur : Youtube |
| Vendredi 27 février 2026 19:30 | Rapport      |   |               | Stade Robert-Bobin, Bondoufle Diffuseur : Youtube | Stade Robert-Bobin, Bondoufle Diffuseur : Youtube |

##### Mars
| 24e journée                | US Concarneau | – | Dijon FCO |                                                  |                                                  |
| Vendredi 6 mars 2026 19:30 |               |   |           | Stade Guy-Piriou, Concarneau Diffuseur : Youtube | Stade Guy-Piriou, Concarneau Diffuseur : Youtube |
| Vendredi 6 mars 2026 19:30 | Rapport       |   |           | Stade Guy-Piriou, Concarneau Diffuseur : Youtube | Stade Guy-Piriou, Concarneau Diffuseur : Youtube |

| 25e journée                 | FC Sochaux-Montbéliard | – | US Concarneau |                                                      |                                                      |
| Vendredi 13 mars 2026 19:30 |                        |   |               | Stade Auguste-Bonal, Montbéliard Diffuseur : Youtube | Stade Auguste-Bonal, Montbéliard Diffuseur : Youtube |
| Vendredi 13 mars 2026 19:30 | Rapport                |   |               | Stade Auguste-Bonal, Montbéliard Diffuseur : Youtube | Stade Auguste-Bonal, Montbéliard Diffuseur : Youtube |

| 26e journée                 | US Concarneau | – | Valenciennes FC |                                                  |                                                  |
| Vendredi 20 mars 2026 19:30 |               |   |                 | Stade Guy-Piriou, Concarneau Diffuseur : Youtube | Stade Guy-Piriou, Concarneau Diffuseur : Youtube |
| Vendredi 20 mars 2026 19:30 | Rapport       |   |                 | Stade Guy-Piriou, Concarneau Diffuseur : Youtube | Stade Guy-Piriou, Concarneau Diffuseur : Youtube |

| 27e journée                 | LB Châteauroux | – | US Concarneau |                                                     |                                                     |
| Vendredi 27 mars 2026 19:30 |                |   |               | Stade Gaston-Petit, Châteauroux Diffuseur : Youtube | Stade Gaston-Petit, Châteauroux Diffuseur : Youtube |
| Vendredi 27 mars 2026 19:30 | Rapport        |   |               | Stade Gaston-Petit, Châteauroux Diffuseur : Youtube | Stade Gaston-Petit, Châteauroux Diffuseur : Youtube |

##### Avril
| 28e journée                 | US Concarneau | – | Le Puy Foot |                                                  |                                                  |
| Vendredi 3 avril 2026 19:30 |               |   |             | Stade Guy-Piriou, Concarneau Diffuseur : Youtube | Stade Guy-Piriou, Concarneau Diffuseur : Youtube |
| Vendredi 3 avril 2026 19:30 | Rapport       |   |             | Stade Guy-Piriou, Concarneau Diffuseur : Youtube | Stade Guy-Piriou, Concarneau Diffuseur : Youtube |

| 29e journée                  | US Orléans | – | US Concarneau |                                                 |                                                 |
| Vendredi 10 avril 2026 19:30 |            |   |               | Stade de la Source, Orléans Diffuseur : Youtube | Stade de la Source, Orléans Diffuseur : Youtube |
| Vendredi 10 avril 2026 19:30 | Rapport    |   |               | Stade de la Source, Orléans Diffuseur : Youtube | Stade de la Source, Orléans Diffuseur : Youtube |

| 30e journée                  | US Concarneau | – | FC Rouen |                                                  |                                                  |
| Vendredi 17 avril 2026 19:30 |               |   |          | Stade Guy-Piriou, Concarneau Diffuseur : Youtube | Stade Guy-Piriou, Concarneau Diffuseur : Youtube |
| Vendredi 17 avril 2026 19:30 | Rapport       |   |          | Stade Guy-Piriou, Concarneau Diffuseur : Youtube | Stade Guy-Piriou, Concarneau Diffuseur : Youtube |

| 31e journée                  | Stade briochin | – | US Concarneau |                                                     |                                                     |
| Vendredi 24 avril 2026 19:30 |                |   |               | Stade Fred-Aubert, Saint-Brieuc Diffuseur : Youtube | Stade Fred-Aubert, Saint-Brieuc Diffuseur : Youtube |
| Vendredi 24 avril 2026 19:30 | Rapport        |   |               | Stade Fred-Aubert, Saint-Brieuc Diffuseur : Youtube | Stade Fred-Aubert, Saint-Brieuc Diffuseur : Youtube |

##### Mai
| 32e journée                 | US Concarneau | – | Paris 13 Atletico |                                                  |                                                  |
| Vendredi 1er mai 2026 19:30 |               |   |                   | Stade Guy-Piriou, Concarneau Diffuseur : Youtube | Stade Guy-Piriou, Concarneau Diffuseur : Youtube |
| Vendredi 1er mai 2026 19:30 | Rapport       |   |                   | Stade Guy-Piriou, Concarneau Diffuseur : Youtube | Stade Guy-Piriou, Concarneau Diffuseur : Youtube |

| 33e journée               | SM Caen | – | US Concarneau |                                                 |                                                 |
| Vendredi 8 mai 2026 19:30 |         |   |               | Stade Michel-d'Ornano, Caen Diffuseur : Youtube | Stade Michel-d'Ornano, Caen Diffuseur : Youtube |
| Vendredi 8 mai 2026 19:30 | Rapport |   |               | Stade Michel-d'Ornano, Caen Diffuseur : Youtube | Stade Michel-d'Ornano, Caen Diffuseur : Youtube |

| 34e journée                | US Concarneau | – | FC Villefranche Beaujolais |                                                  |                                                  |
| Vendredi 15 mai 2026 19:30 |               |   |                            | Stade Guy-Piriou, Concarneau Diffuseur : Youtube | Stade Guy-Piriou, Concarneau Diffuseur : Youtube |
| Vendredi 15 mai 2026 19:30 | Rapport       |   |                            | Stade Guy-Piriou, Concarneau Diffuseur : Youtube | Stade Guy-Piriou, Concarneau Diffuseur : Youtube |

### Coupe de France
| 5e tour                  |            | – |  |  |
| Dimanche 11 octobre 2025 |            |   |  |  |
|                          | [ Rapport] |   |  |  |

## Statistiques

### Bilan des compétitions
| Compétition     | Vainqueur final | Débute au tour | Résultat | Matchs joués | Gagnés | Nuls | Perdus | Buts Pour | Buts contre | Différence |
| --------------- | --------------- | -------------- | -------- | ------------ | ------ | ---- | ------ | --------- | ----------- | ---------- |
| National        |                 | 1re journée    |          | 1            | 0      | 1    | 0      | 0         | 0           | 0          |
| Coupe de France |                 | 5e tour        |          | 0            | 0      | 0    | 0      | 0         | 0           | 0          |
| Total           | Total           | Total          | Total    | 1            | 0      | 1    | 0      | 0         | 0           | 0          |

### Classement et statistiques

#### Classement
| Rang | Équipe                     | Pts | J | G | N | P | Bp | Bc | Diff |
| ---- | -------------------------- | --- | - | - | - | - | -- | -- | ---- |
| 10   | FC Rouen                   | 2   | 2 | 0 | 2 | 0 | 1  | 1  | 0    |
| 11   | Bourg-en-Bresse 01         | 1   | 1 | 0 | 1 | 0 | 2  | 2  | 0    |
| 12   | US Concarneau              | 1   | 1 | 0 | 1 | 0 | 0  | 0  | 0    |
| 13   | Quevilly Rouen Métropole   | 1   | 2 | 0 | 1 | 1 | 1  | 2  | −1   |
| 14   | FC Villefranche-Beaujolais | 1   | 2 | 0 | 1 | 1 | 1  | 3  | −2   |

#### Résultats par journée

##### Résultats, points et classement
| Journée     | 1  | 2   | 3 | 4 | 5 | 6 | 7 | 8 | 9 | 10 | 11 | 12 | 13 | 14 | 15 | 16 | 17 |
| ----------- | -- | --- | - | - | - | - | - | - | - | -- | -- | -- | -- | -- | -- | -- | -- |
| Terrain     | E  | D   | E | E | D | E | D | E | D | E  | D  | E  | D  | E  | D  | E  | D  |
| Résultat    | N  | X   |   |   |   |   |   |   |   |    |    |    |    |    |    |    |    |
| Points      | 1  | 1   |   |   |   |   |   |   |   |    |    |    |    |    |    |    |    |
| Place       | 8e | 12e |   |   |   |   |   |   |   |    |    |    |    |    |    |    |    |
| Écart (pts) | -2 | -5  |   |   |   |   |   |   |   |    |    |    |    |    |    |    |    |
| Écart (pts) | +1 | +1  |   |   |   |   |   |   |   |    |    |    |    |    |    |    |    |

| Journée     | 18 | 19 | 20 | 21 | 22 | 23 | 24 | 25 | 26 | 27 | 28 | 29 | 30 | 31 | 32 | 33 | 34 |
| ----------- | -- | -- | -- | -- | -- | -- | -- | -- | -- | -- | -- | -- | -- | -- | -- | -- | -- |
| Terrain     | E  | D  | D  | E  | D  | E  | D  | E  | D  | E  | D  | E  | D  | E  | D  | E  | D  |
| Résultat    | X  |    |    |    |    |    |    |    |    |    |    |    |    |    |    |    |    |
| Points      |    |    |    |    |    |    |    |    |    |    |    |    |    |    |    |    |    |
| Place       |    |    |    |    |    |    |    |    |    |    |    |    |    |    |    |    |    |
| Écart (pts) |    |    |    |    |    |    |    |    |    |    |    |    |    |    |    |    |    |
| Écart (pts) |    |    |    |    |    |    |    |    |    |    |    |    |    |    |    |    |    |

Terrain : D = Domicile ; E = Extérieur.
Résultat : D = Défaite ; N = Nul ; V = Victoire.

##### Évolution au classement
| Journée | 01 | 02 | 03 | 04 | 05 | 06 | 07 | 08 | 09 | 10 | 11 | 12 | 13 | 14 | 15 | 16 | 17 | 18 | 19 | 20 | 21 | 22 | 23 | 24 | 25 | 26 | 27 | 28 | 29 | 30 | 31 | 32 | 33 | 34 |
| 1er     |    |    |    |    |    |    |    |    |    |    |    |    |    |    |    |    |    |    |    |    |    |    |    |    |    |    |    |    |    |    |    |    |    |    |
| 2e      |    |    |    |    |    |    |    |    |    |    |    |    |    |    |    |    |    |    |    |    |    |    |    |    |    |    |    |    |    |    |    |    |    |    |
| 3e      |    |    |    |    |    |    |    |    |    |    |    |    |    |    |    |    |    |    |    |    |    |    |    |    |    |    |    |    |    |    |    |    |    |    |
| 4e      |    |    |    |    |    |    |    |    |    |    |    |    |    |    |    |    |    |    |    |    |    |    |    |    |    |    |    |    |    |    |    |    |    |    |
| 5e      |    |    |    |    |    |    |    |    |    |    |    |    |    |    |    |    |    |    |    |    |    |    |    |    |    |    |    |    |    |    |    |    |    |    |
| 6e      |    |    |    |    |    |    |    |    |    |    |    |    |    |    |    |    |    |    |    |    |    |    |    |    |    |    |    |    |    |    |    |    |    |    |
| 7e      |    |    |    |    |    |    |    |    |    |    |    |    |    |    |    |    |    |    |    |    |    |    |    |    |    |    |    |    |    |    |    |    |    |    |
| 8e      | ●  |    |    |    |    |    |    |    |    |    |    |    |    |    |    |    |    |    |    |    |    |    |    |    |    |    |    |    |    |    |    |    |    |    |
| 9e      |    |    |    |    |    |    |    |    |    |    |    |    |    |    |    |    |    |    |    |    |    |    |    |    |    |    |    |    |    |    |    |    |    |    |
| 10e     |    |    |    |    |    |    |    |    |    |    |    |    |    |    |    |    |    |    |    |    |    |    |    |    |    |    |    |    |    |    |    |    |    |    |
| 11e     |    |    |    |    |    |    |    |    |    |    |    |    |    |    |    |    |    |    |    |    |    |    |    |    |    |    |    |    |    |    |    |    |    |    |
| 12e     |    | ↓  |    |    |    |    |    |    |    |    |    |    |    |    |    |    |    |    |    |    |    |    |    |    |    |    |    |    |    |    |    |    |    |    |
| 13e     |    |    |    |    |    |    |    |    |    |    |    |    |    |    |    |    |    |    |    |    |    |    |    |    |    |    |    |    |    |    |    |    |    |    |
| 14e     |    |    |    |    |    |    |    |    |    |    |    |    |    |    |    |    |    |    |    |    |    |    |    |    |    |    |    |    |    |    |    |    |    |    |
| 15e     |    |    |    |    |    |    |    |    |    |    |    |    |    |    |    |    |    |    |    |    |    |    |    |    |    |    |    |    |    |    |    |    |    |    |
| 16e     |    |    |    |    |    |    |    |    |    |    |    |    |    |    |    |    |    |    |    |    |    |    |    |    |    |    |    |    |    |    |    |    |    |    |
| 17e     |    |    |    |    |    |    |    |    |    |    |    |    |    |    |    |    |    |    |    |    |    |    |    |    |    |    |    |    |    |    |    |    |    |    |

#### Bilan par adversaire
| Rang | Équipe                     | Pts | J | G | N | P | Bp | Bc | Diff |
| ---- | -------------------------- | --- | - | - | - | - | -- | -- | ---- |
| 1    | FC Villefranche Beaujolais | 1   | 1 | 0 | 1 | 0 | 0  | 0  | 0    |
| 2    | SC Aubagne Air-Bel         | 0   | 0 | 0 | 0 | 0 | 0  | 0  | 0    |
| 3    | Bourg-en-Bresse 01         | 0   | 0 | 0 | 0 | 0 | 0  | 0  | 0    |
| 4    | SM Caen                    | 0   | 0 | 0 | 0 | 0 | 0  | 0  | 0    |
| 5    | LB Châteauroux             | 0   | 0 | 0 | 0 | 0 | 0  | 0  | 0    |
| 6    | Dijon FCO                  | 0   | 0 | 0 | 0 | 0 | 0  | 0  | 0    |
| 7    | FC Fleury 91               | 0   | 0 | 0 | 0 | 0 | 0  | 0  | 0    |
| 8    | Le Puy Foot                | 0   | 0 | 0 | 0 | 0 | 0  | 0  | 0    |
| 9    | US Orléans                 | 0   | 0 | 0 | 0 | 0 | 0  | 0  | 0    |
| 10   | Paris 13 Atletico          | 0   | 0 | 0 | 0 | 0 | 0  | 0  | 0    |
| 11   | US Quevilly-Rouen          | 0   | 0 | 0 | 0 | 0 | 0  | 0  | 0    |
| 12   | FC Rouen                   | 0   | 0 | 0 | 0 | 0 | 0  | 0  | 0    |
| 13   | Stade briochin             | 0   | 0 | 0 | 0 | 0 | 0  | 0  | 0    |
| 14   | FC Sochaux-Montbéliard     | 0   | 0 | 0 | 0 | 0 | 0  | 0  | 0    |
| 15   | Valenciennes FC            | 0   | 0 | 0 | 0 | 0 | 0  | 0  | 0    |
| 16   | FC Versailles              | 0   | 0 | 0 | 0 | 0 | 0  | 0  | 0    |

### Statistiques de l'effectif
Voici les statistiques des joueurs de l'US Concarneau en National et en Coupe de France, :
(En italique, les joueurs partis en cours de saison)

(En gras, les joueurs arrivés au mercato hivernal)

Mise à jour le 8 août 2025
| N°                 | Joueur                    | National | National | National    | National       | National | National     | Coupe de France | Coupe de France | Coupe de France | Coupe de France | Coupe de France | Coupe de France | Total  | Total | Total       | Total          | Total  | Total        |
| N°                 | Joueur                    | MJ (T)   | Mns      | But inscrit | Passe décisive | Averti   | Carton rouge | MJ (T)          | Mns             | But inscrit     | Passe décisive  | Averti          | Carton rouge    | MJ (T) | Mns   | But inscrit | Passe décisive | Averti | Carton rouge |
| ------------------ | ------------------------- | -------- | -------- | ----------- | -------------- | -------- | ------------ | --------------- | --------------- | --------------- | --------------- | --------------- | --------------- | ------ | ----- | ----------- | -------------- | ------ | ------------ |
| Gardiens de buts   |                           |          |          |             |                |          |              |                 |                 |                 |                 |                 |                 |        |       |             |                |        |              |
| 1                  | Vincent Viot (en)         | 1 (1)    | 90       | 0           | 0              | 0        | 0            | 0 (0)           | 0               | 0               | 0               | 0               | 0               | 1 (1)  | 90    | 0           | 0              | 0      | 0            |
| 16                 | Valentin Cenatiempo       | 0 (0)    | 0        | 0           | 0              | 0        | 0            | 0 (0)           | 0               | 0               | 0               | 0               | 0               | 0 (0)  | 0     | 0           | 0              | 0      | 0            |
| 30                 | Rudy Boulais              | 0 (0)    | 0        | 0           | 0              | 0        | 0            | 0 (0)           | 0               | 0               | 0               | 0               | 0               | 0 (0)  | 0     | 0           | 0              | 0      | 0            |
| Défenseurs         |                           |          |          |             |                |          |              |                 |                 |                 |                 |                 |                 |        |       |             |                |        |              |
| 4                  | Guillaume Jannez          | 1 (1)    | 90       | 0           | 0              | 0        | 0            | 0 (0)           | 0               | 0               | 0               | 0               | 0               | 1 (1)  | 90    | 0           | 0              | 0      | 0            |
| 5                  | Baptiste Etcheverria (en) | 1 (1)    | 80       | 0           | 0              | 0        | 0            | 0 (0)           | 0               | 0               | 0               | 0               | 0               | 1 (1)  | 80    | 0           | 0              | 0      | 0            |
| 6                  | Djessine Seba             | 1 (1)    | 90       | 0           | 0              | 1        | 0            | 0 (0)           | 0               | 0               | 0               | 0               | 0               | 1 (1)  | 90    | 0           | 0              | 1      | 0            |
| 19                 | Amédé Kabongo             | 1 (1)    | 90       | 0           | 0              | 0        | 0            | 0 (0)           | 0               | 0               | 0               | 0               | 0               | 1 (1)  | 90    | 0           | 0              | 0      | 0            |
| 25                 | Amadou Seydi              | 0 (0)    | 0        | 0           | 0              | 0        | 0            | 0 (0)           | 0               | 0               | 0               | 0               | 0               | 0 (0)  | 0     | 0           | 0              | 0      | 0            |
| 27                 | Jimmy Halby Touré         | 1 (1)    | 90       | 0           | 0              | 0        | 0            | 0 (0)           | 0               | 0               | 0               | 0               | 0               | 1 (1)  | 90    | 0           | 0              | 0      | 0            |
| Milieux de terrain |                           |          |          |             |                |          |              |                 |                 |                 |                 |                 |                 |        |       |             |                |        |              |
| 8                  | Mathis Picouleau          | 1 (1)    | 90       | 0           | 0              | 0        | 0            | 0 (0)           | 0               | 0               | 0               | 0               | 0               | 1 (1)  | 90    | 0           | 0              | 0      | 0            |
| 10                 | Garland Gbellé            | 1 (1)    | 86       | 0           | 0              | 1        | 0            | 0 (0)           | 0               | 0               | 0               | 0               | 0               | 1 (1)  | 86    | 0           | 0              | 1      | 0            |
| 20                 | Gabriel Tutu              | 1 (0)    | 10       | 0           | 0              | 0        | 0            | 0 (0)           | 0               | 0               | 0               | 0               | 0               | 1 (0)  | 10    | 0           | 0              | 0      | 0            |
| 23                 | Loïc Goujon               | 0 (0)    | 0        | 0           | 0              | 0        | 0            | 0 (0)           | 0               | 0               | 0               | 0               | 0               | 0 (0)  | 0     | 0           | 0              | 0      | 0            |
| 24                 | Gauthier Sylvestre        | 1 (0)    | 4        | 0           | 0              | 0        | 0            | 0 (0)           | 0               | 0               | 0               | 0               | 0               | 1 (0)  | 4     | 0           | 0              | 0      | 0            |
| 26                 | Thibault Sinquin          | 1 (1)    | 90       | 0           | 0              | 0        | 0            | 0 (0)           | 0               | 0               | 0               | 0               | 0               | 1 (1)  | 90    | 0           | 0              | 0      | 0            |
| 28                 | Glenn Hocquet             | 0 (0)    | 0        | 0           | 0              | 0        | 0            | 0 (0)           | 0               | 0               | 0               | 0               | 0               | 0 (0)  | 0     | 0           | 0              | 0      | 0            |
| 29                 | Pierre Jouan              | 0 (0)    | 0        | 0           | 0              | 0        | 0            | 0 (0)           | 0               | 0               | 0               | 0               | 0               | 0 (0)  | 0     | 0           | 0              | 0      | 0            |
| Attaquants         |                           |          |          |             |                |          |              |                 |                 |                 |                 |                 |                 |        |       |             |                |        |              |
| 7                  | Amadou Samoura            | 1 (1)    | 68       | 0           | 0              | 0        | 0            | 0 (0)           | 0               | 0               | 0               | 0               | 0               | 1 (1)  | 68    | 0           | 0              | 0      | 0            |
| 11                 | Youssouf Soukouna         | 0 (0)    | 0        | 0           | 0              | 0        | 0            | 0 (0)           | 0               | 0               | 0               | 0               | 0               | 0 (0)  | 0     | 0           | 0              | 0      | 0            |
| 17                 | Omar Daf                  | 1 (0)    | 22       | 0           | 0              | 0        | 0            | 0 (0)           | 0               | 0               | 0               | 0               | 0               | 1 (0)  | 22    | 0           | 0              | 0      | 0            |
| 18                 | Stanislas Kielt           | 1 (1)    | 68       | 0           | 0              | 0        | 0            | 0 (0)           | 0               | 0               | 0               | 0               | 0               | 1 (1)  | 68    | 0           | 0              | 0      | 0            |
| 21                 | Yanis El Khemiri          | 1 (0)    | 22       | 0           | 0              | 0        | 0            | 0 (0)           | 0               | 0               | 0               | 0               | 0               | 1 (0)  | 22    | 0           | 0              | 0      | 0            |
| 22                 | Mewan Le Bonniec          | 0 (0)    | 0        | 0           | 0              | 0        | 0            | 0 (0)           | 0               | 0               | 0               | 0               | 0               | 0 (0)  | 0     | 0           | 0              | 0      | 0            |

### Classement des buteurs
Voici la liste de l'ensemble des buteurs de l'US Concarneau en National et en Coupe de France.
Le classement est établi selon les critères suivants, plus grand nombre de buts inscrits, plus grand nombre de buts inscrits en championnat, plus petit nombre de matchs joués toutes compétitions confondues sinon les joueurs concernés sont placés à égalité dans le classement.
| Place | Nom                       | Matchs joués              | National | Coupe de France | TOTAL |
| 1     |                           | 0                         | -        | -               | 0     |
| 2     |                           | 0                         | -        | -               | 0     |
| 3     |                           | 0                         | -        | -               | 0     |
| -     | (csc) But contre son camp | (csc) But contre son camp | 0        | 0               | 0     |
| TOTAL | TOTAL                     | TOTAL                     | 0        | 0               | 0     |

### Bilan de la saison
- Premier but de la saison :
- Dernier but de la saison :
- Premier doublé :
- Premier carton jaune :  Djessine Seba  28e face au FC Villefranche Beaujolais le 8 août 2025 (1re journée)
- Premier carton rouge :
- But le plus rapide d'une rencontre :

- But le plus tardif d'une rencontre :

- Nombre de  durant la saison : 2
- Nombre de  durant la saison : 0
- Plus grand nombre de buts dans une rencontre :

- Plus large victoire à domicile :

- Plus large victoire à l'extérieur :

- Plus grand nombre de buts dans une mi-temps d'un match de l'USC : 
  - en 1re mi-temps :

- - en 2e mi-temps :

- Plus grand nombre de buts de l'USC dans une mi-temps : 
  - en 1re mi-temps :

- - en 2e mi-temps :

- Plus grand nombre de buts de l'USC dans une rencontre :

- Doublé le plus rapide :

- Les doublés de la saison :

## Affluence et télévision

### Affluences match par match
Ce graphique représente le nombre de spectateurs lors de chaque rencontre à domicile de l'US Concarneau.
- Total de 0 spectateurs en 0 matchs à domicile soit une moyenne de 0 spectateurs par match.
  - Total de 0 spectateurs en 0 matchs à domicile en National soit une moyenne de 0 spectateurs par match.
  - Total de 0 spectateurs en 0 matchs à domicile en Coupe de France soit une moyenne de 0 spectateurs par match.

### Plus grosses affluences
| Rang | Match | Journée | Date | Stade | Affluence |
| 1    |       |         |      |       |           |
| 2    |       |         |      |       |           |
| 3    |       |         |      |       |           |
| 4    |       |         |      |       |           |
| 5    |       |         |      |       |           |

### Plus faibles affluences
| Rang | Match | Journée | Date | Stade | Affluence |
| 1    |       |         |      |       |           |
| 2    |       |         |      |       |           |
| 3    |       |         |      |       |           |

### Retransmission télévisée
Tableau récapitulatif des chaînes de télévision ayant retransmis les matchs de National et de Coupe de France durant toute la saison  :
| Diffuseur                           | Compétitions | Rencontres |
| ----------------------------------- | ------------ | ---------- |
| Youtube                             | National     | 30         |
| Co-diffusion Youtube et BFM Locales | National     | 2          |
| Total                               | Total        | 32         |

## Équipementier et sponsoring
L'équipementier du club reste l'entreprise danoise Hummel, équipementier depuis la saison 2022-2023, en remplacement de Uhlsport.
Les principaux sponsors restent identiques à ceux de la saison précédente, à savoir Guyot Environnement, SAEN Peinture, Tanguy Matériaux, Maisons Pierre et Piriou,.

## Budget
Pour son retour en National, le club dispose d'un budget de 3,3 millions d'euros, un budget similaire à la saison précédente en National. 
Le budget est encadré le 27 mai 2025 par la DNCG sous réserve du maintien du statut professionnel.